# Jan Namitkiewicz
Jan Namitkiewicz (ur. w 1880 w Lublinie, zm. 11 kwietnia 1958 w Łodzi) – polski prawnik, sędzia Sądu Najwyższego, adwokat, profesor nauk prawnych. Wykładowca Uniwersytetu Warszawskiego i Uniwersytetu Łódzkiego.

## Życiorys
Urodził się w Lublinie jako syn notariusza. W 1904 ukończył studia prawnicze na Wydziale Prawa Uniwersytetu Warszawskiego. Kilka lat później uzyskał we Francji stopień doktora prawa. Po marcu 1919 został mianowany profesorem zwyczajnym. 
Był adwokatem, a następnie sędzią sądu apelacyjnego i Sądu Najwyższego.  Był również sędzią w Mieszanym Trybunale Rozjemczym Polsko-Niemieckim w Paryżu, a także w Górnośląskim Trybunale Rozjemczym. Wykładał na Uniwersytecie Warszawskim (m.in. prawo handlowe) i Uniwersytecie Łódzkim. Pełnił funkcję pełnomocnika rządu na Kongresach Prawa Morskiego w Brukseli oraz na Kongresach Prawa Wekslowego i Czekowego w Genewie. 
Publikował w „Gazecie Sądowej Warszawskiej”, „Przeglądzie Notarialnym”, „Demokratycznym Przeglądzie Prawniczym” oraz „Państwie i Prawie”.
Zmarł 11 kwietnia 1958 w Łodzi.

## Wybrane publikacje
- Firma : studjum z zakresu teorji i praktyki prawa handlowego, Warszawa 1917[5].
- Podręcznik prawa handlowego, wekslowego, czekowego i upadłościowego, Warszawa 1919 (kolejne wydania, w tym wydanie 3 w 1927)[6].
- Dekret o spółkach z ograniczoną odpowiedzialnością wraz z postanowieniami dopełniającemi, Warszawa 1925[7].
- O najwaz̀niejszych zasadach badania prawa handlowego, Warszawa 1927[8].
- Polskie prawo wekslowe, Tekst rozporzadzenia z 14 listopada 1924 r. o prawe wekslowem, z uzaszadneniem komisji kodifikacyjnen, tezami z orzecznictwa niemieckiego oraz komentarzem, Warszawa 1927[9].
- Zbiór ustaw i rozporządzeń w związku z prawem handlowem wydanych w r. 1927 i 1928 (do 1 lipca) wraz z orzecznictwem kasacyjnem za ten czas (red.), Warszawa 1928[10].
- Zasady prawa handlowego obowiązujacego w Polsce : prawo handlowe b. dzielnic: rosyjskiej, austryjackiej i pruskiej, prawo wekslowe i czekowe, prawo upadłościowe b. Królestwa Kongresowego, Warszawa 1928[11].
- Spółka akcyjna według prawa polskiego, Warszawa 1939[12].
- Ustawa o majątkach opuszczonych i porzuconych. Komentarz, Łódź 1945 (współautor Arkadiusz Rakower)[13].
- Przemysł i handel a prawo : popularny zarys prawa handlowego, wekslowego, czekowego i przemysłowego, Łódź 1948[14].
- Prawo przedsiębiorstwa państwowego, Warszawa 1951[15].